# Vulcano (Munition)
Vulcano ist der Name einer präzisionsgelenkten Munitionsfamilie mit vergrößerter Reichweite, die vom italienischen Unternehmen Leonardo (ehemals Oto Melara) und Diehl Defence entwickelt wurde. Ursprünglich wurde die Vulcano-Munition für Schiffsgeschütze entwickelt und existiert mittlerweile in den Kalibern 76 mm, 120 mm, 127 mm und Kaliber 155 mm.

## Namensgebung
Der Name der Munition leitet sich von der italienischen Insel Vulcano ab, die namensgebend für alle Vulkane wurde. Diese ist eine der Liparischen Inseln im Tyrrhenischen Meer. In der römischen Mythologie galt diese Insel als die Schmiede des Vulcanus, des römischen Gotts des Feuers.

## Entwicklung
Vulcano entstand aufgrund einer Forderung der italienischen Marine und der Niederlande. Mit der Entwicklung wurde bei Leonardo im Jahr 1999 begonnen. Die Geschossfamilie Vulcano 127 war im Jahr 2008, Vulcano 76 im Jahr 2011 und die Ausführung Vulcano 155, unter Mitarbeit von Diehl Defence entwickelt, im Jahr 2019 einsatzbereit.

## Technik und Einsatzmöglichkeiten
Bei der Vulcano-Munition handelt es sich um sogenannte Extended Range Sub Calibre-Geschosse (ERSC), die zusätzlich über eine Flügelstabilisierung verfügen. Damit handelt es sich um  unterkalibrige Geschosse mit gesteigerter Reichweite, die mit einem Treibspiegel verschossen werden.
Am Geschosskörper sind zwei Gruppen von Stabilisierungs- und Steuerflächen angebracht. Im hinteren Bereich sind sechs trapezförmige Stabilisierungsflächen angebracht. Am vorderen Viertel des Geschosskörpers sind vier kleine trapezförmige Steuerflächen angebracht. Die Geschosse verfügen über einen Mehrzweck-Gefechtskopf mit insensitivem Sprengstoff sowie vorgeformten Wolfram-Splittern. Der Zünder hat unterschiedliche Modi und kann in Abhängigkeit zur Zielbeschaffenheit entsprechend eingestellt werden: Radar-Annäherungszünder für die Bekämpfung von Luft-, See- und Bodenzielen sowie ein Aufschlag- und Verzögerungszünder. Die Lenkgeschosse können so programmiert werden, dass sie über dem Ziel in einen Angriffswinkel von 90° übergehen und senkrecht von oben das Ziel treffen. Zur Programmierung benötigen die gelenkten Versionen ein externes mobiles Programmiergerät zur Dateneingabe. Bei allen gelenkten Geschossen beträgt der Streukreisradius (CEP) 5–20 Meter.
Entwickelt wurde Vulcano zuerst als 127-mm-Munition (5 Zoll) zur maritimen Feuerunterstützung gegen Küsten- und Landziele. Im Gegensatz zum inzwischen eingestellten Geschoss Mk 171 ERGM (Extended Range Guided Munition) von Raytheon, das mit einem zusätzlichen Raketenantrieb ausgestattet werden sollte, erreicht die Vulcano die Vergrößerung der Reichweite allein durch ihre gesteigerte Mündungsgeschwindigkeit in Kombination mit einem verringerten Luftwiderstand. Die Mündungsgeschwindigkeit bei der 127-mm-Variante soll dabei bis 1130 Meter pro Sekunde betragen.
Die Vulcano ist mit den bestehenden 76- und 127-mm-Munitionsstandards der NATO voll kompatibel, wurde aber für die weit verbreiteten Oto-Melara-Marinegeschütze 76/62 Compact, 127/54 Compact, Lightweight und 127/64 Lightweight optimiert. Beim Einsatz in diesen Geschützen verringert sich die Kadenz im Vergleich zu konventioneller Munition, beispielsweise von 40 auf 17 Schuss pro Minute im 127/64 LW. Alle Vulcano-Geschosse erfüllen die Vorgaben des Joint Ballistics Memorandum of Understanding (JBMOU) der NATO und können somit mit einer breiten Palette von Geschützen zum Einsatz gebracht werden. 

## Munitionsarten
Die Vulcano-Munitionsfamilie gibt es in vier Kalibern: Vulcano 76, Vulcano 120, Vulcano 127 und Vulcano 155. Abhängig vom Zünder ist die Munition ungelenkt oder gelenkt.

### Vulcano 76 mit Kaliber 76 mm
- Vulcano 76 Ballistic Extended Range (BER) – ungelenktes Geschoss (Reichweite 30 km)
- Vulcano 76 Guided Long Range (GLR) – gelenktes Geschoss mit INS/GNSS-Steuerung (Reichweite 40 km)
- Vulcano 76 Guided Long Range (GLR/IR) – gelenktes Geschoss mit INS/GNSS-Steuerung und Endphasenlenkung mit Infrarotsensor (Reichweite 40 km)

### Vulcano 127 mit Kaliber 127 mm
- Vulcano 127 Ballistic Extended Range (BER) – ungelenktes Geschoss (Reichweite 60 km)
- Vulcano 127 Guided Long Range (GLR) – gelenktes Geschoss mit INS/GNSS-Steuerung (Reichweite 100 km)
- Vulcano 127 Guided Long Range (GLR/IR) – gelenktes Geschoss mit INS/GNSS-Steuerung und Endphasenlenkung mit Infrarotsensor (Reichweite 80 km)

### Vulcano 155 mit Kaliber 155 mm
- Vulcano 155 Ballistic Extended Range (BER) – ungelenktes Geschoss (Reichweite 50 km)
- Vulcano 155 Guided Long Range (GLR) – gelenktes Geschoss mit INS/GNSS-Steuerung (Reichweite 70 km)[11]

Das ungelenkte Geschoss erreicht eine maximale Schussweite von bis zu 36 km bei 39 Kaliberlängen und 50 km bei 52 Kaliberlängen. Das gelenkte Geschoss erreicht 55 km bei 39 Kaliberlängen und 70 km bei 52 Kaliberlängen.

### Vulcano 155 GPS/SAL und Vulcano 127 GPS/SAL
2012 unterzeichneten Oto Melara und das deutsche Rüstungsunternehmen Diehl Defence auf der Eurosatory in Paris einen Vertrag zur Entwicklung und Produktion der präzisionsgelenkten Artilleriegeschosse „Vulcano 155 GPS/SAL“ und „Vulcano 127 GPS/SAL“. Diese Geschosse zur Bekämpfung von ungepanzerten und leicht gepanzerten Zielen sollen mit der Genauigkeit von rund 1 m ihr Ziel treffen können und damit die US-amerikanische M982 Excalibur übertreffen, die auf fünf bis zehn Meter eine vorgegebene Koordinate trifft. Während die Excalibur ausschließlich per GPS gesteuert wird, soll die Vulcano zwischen dem GPA-Modus (GNSS-Steuerung) und SAL-Modus (Laserzielmarkierung durch Artilleriebeobachter) umschaltbar sein. Im Laser-Steuerungsmodus soll die 1-Meter-Präzision erreicht werden, sodass nicht nur stationäre Ziele, sondern auch fahrende Panzer vernichtet werden können. Auch Vulcano 155 GPS/SAL erfüllt die Vorgaben des JBMOU der NATO und kann daher mit fast sämtlichen 155-mm-Geschützen eingesetzt werden (z. B. der Panzerhaubitze 2000, CAESAR, M109, M777).

### Vulcano 120
Im Juli 2025 wurde die Munition Vulcano 120 mit Kaliber 120 mm vorgestellt. Diese kann aus 120-mm-Glattrohrkanonen von Kampfpanzern im indirekten Feuer verschossen werden. Die maximale Schussdistanz soll bei rund 30 km liegen. Die Steuerung erfolgt mittels INS und GNSS. Weiter ist auch eine Steuerung mit einem Infrarotsensor sowie ein SAL-Modus mit Laserzielmarkierung durch Artilleriebeobachter angedacht.

## Kriegseinsatz
Der erste Kriegseinsatz der Vulcano 155 mit Kaliber 155 mm erfolgte im Kontext des russischen Überfalls auf die Ukraine. Ukrainischen Angaben zufolge setzten die Ukrainischen Streitkräfte die Geschosse mit dem Artilleriesystem AHS Krab ein. Dabei sollen Schussdistanzen von rund 70 km erreicht worden sein.